# Garibaldi (gruppo musicale)
Garibaldi è stato un gruppo musicale, formato in Piazza Garibaldi a Città del Messico

## Membri
I componenti del gruppo erano:
- Sergio Mayer: Produttore, e  Attore[2]
- Victor Noriega: Attore
- Charly López: Attore, Ristoratore
- Xavier Ortiz: Attore, Modello,[3]
- Bertha Patricia Manterola Carrión: Cantante, Attrice[4]
- Pilar Montenegro: Cantante, Attore[5]
- Ingrid Coronado:  Attrice
- Luisa Fernanda: Attrice
- Katia Llanos: Doppiatrice

## Film
- 1993: Dónde quedó la bolita

## Album
- 1999: Reunion 10
- 1994: Caribe
- 1993: Gritos De Guerra, Gritos De Amor
- 1993: Donde Quedo La Bolita
- 1991: Los Hijos De Buda
- 1990: Noche Buena
- 1990: Que Te La Pongo
- 1988: Garibaldi